# バヤシ
バヤシ（Bayashi、本名：中林宏明（なかばやし ひろあき）、1988年〈昭和63年〉9月5日 - ）は、日本の料理動画クリエイター、TikToker、YouTuber。
TikTokフォロワー数は約4330万人で日本1位（2023年2月現在）。

## 概要
群馬県沼田市（当時は群馬県利根郡白沢村）のりんご農家に生まれる。
群馬県立沼田高等学校を卒業後、神奈川大学に入学する。卒業後に上京し、吉川メソッドに就職。インストラクターとして7年間勤務し、このとき、広報のためにYouTubeチャンネルを運営しはじめた。しかし30歳だった2019年2月、競合他社の登場により運営状況が悪化、ついには運営会社が解散し無職となったため、帰郷する。
2019年10月、実家でりんご農家のアルバイトをしながら、YouTubeチャンネルを開設する。きっかけは「これから何をやろう？」と考えた際、ふと思いついたためであり、前述のYouTubeチャンネルの運営経験から基礎的な動画編集スキルはあったことも後押しした。
バヤシがYouTubeを始めたころはASMR動画が流行していたため、早期の収益化を目指し、ASMRの分野での動画投稿を行ったが、ほとんど注目されることはなく、再生回数を稼げずにいた。一方その頃、ほかの動画コンテンツとしてTikTokが流行し始めており、バヤシはこれに目をつけ、アップテンポのショート動画を投稿し始めたところ、そのうちの「生のサーモンを細切りにして卵黄を絡めて食べる」という内容の動画が海外で注目を集めた。そこからTikTokでの投稿を続け、順調にフォロワー数を伸ばしていった。
2021年に新しくYouTubeのチャンネルを作り、2023年にはチャンネル開設から899日で登録者数が1000万人を突破した。
2023年2月、TikTokのフォロワー数が日本一となる。

## 書籍
- 飯テロなのに、お腹が凹む究極めし バヤシの超低糖質レシピ （2022年3月18日）

## 出演

### テレビ番組

#### テレビドラマ
- ラストマン-全盲の捜査官- 第5話（2023年5月21日、TBS） - 本人 役[6]

### CM
2023年
- 日本コカ・コーラ - Coke & Meat「肉にはコーク」